# 多格里尾孢虫
多格里尾孢虫（学名：Henneguya dogieli）为尾孢科尾孢虫属的动物。分布于俄罗斯以及湖北、浙江、山东、黑龙江流域等，营寄生生活，寄生在鳜、翘嘴红鲌的鳃。